# Matija Čop
Matija Čop, slovenski jezikoslovec, literarni zgodovinar in književni kritik, * 26. januar 1797, Žirovnica, † 6. julij 1835, Sava pri Tomačevem.

## Življenje
Rodil se je v Poharjevi hiši v središču Žirovnice kmečkim staršem in postal prvorojenec zakoncema Čop. Očetu je bilo ime Matija, materi pa Elizabeta (roj. Ovsenjak). 
Poleg navedenih letnic sta Čopovo življenje zaznamovala še dva pomembna dogodka. Prvi se je zgodil leta 1807 (začetek Čopovega šolanja) in drugi leta 1820 (začetek Čopovega službovanja). Najpomembnejše življenjsko obdobje zanj je bilo od leta 1831 do leta 1835, ko je imel najtesnejše prijateljevanje s Francetom Prešernom.
Nižjo in srednjo šolo je obiskoval v Ljubljani. Šolanje je nato nadaljeval v Ljubljani in na Dunaju, kjer je tri leta študiral tedanjo »filozofijo«. Leta 1817 se je z Dunaja vrnil v Ljubljano in tam bil do leta 1820 bogoslovec. Nato je postal gimnazijski profesor na Reki (1820–1822) in v Lvovu (1822–1827), kjer je bil zadnji dve leti tudi profesorski pripravnik na univerzi. Po vrnitvi v Ljubljano se je zopet moral zadovoljiti z mestom gimnazijskega profesorja. Leta 1828 je sprejel mesto licejskega knjižničarja in po letu 1831 je opravljal le to službo.
Leta 1835 je Matija Čop umrl med kopanjem v reki Savi pri Tomačevem. Prijatelj France Prešeren mu je posvetil pesnitev Krst pri Savici, elegijo V Spomin Matije Čopa in mu zložil nagrobni napis.
Pred smrtjo je bil zaročen z Antonijo Höffern.

## Šolanje
Prvi pouk je Matija dobil (tako kakor nekaj let pozneje Prešeren) v župnišču na Rodinah, ker prave šole takrat še ni bilo niti na Rodinah niti na Breznici. Jeseni leta 1807 je odšel v Ljubljano v prvi razred tedanje ljudske šole. Doma ni imel stika z nemščino, zato je imel v obeh razredih težave z nemščino. Zgodaj spomladi leta 1809 so zaradi bližajočih se francoskih čet vse šole v Ljubljani zaprli, Čop pa se je vrnil domov v Žirovnico. V sosednji vasi, v Mostah, je tedaj živel stari oče pisatelja Janka Kersnika, Janez Krstnik Kersnik, ki je bil sicer profesor na ljubljanskem liceju. Ta je malega Matijo v mesecih od spomladi do pozne jeseni leta 1809 poučeval snov, ki mu je v šoli delala težave, zlasti nemščina. Kersnik je bil odličen učitelj, saj je bil Čop od tretjega razreda dalje vseskozi odličen učenec. 
Jeseni leta 1810 se je vpisal na gimnazijo, jo leta 1814 dokončal z odličnim uspehom in nato v naslednjih dveh letih na ljubljanskem liceju končal še prva dva letnika filozofije. Že v Ljubljani se je temeljito naučil francoščine, z italijanščino pa se je seznanil že v ljubljanskih gimnazijskih razredih. Jeseni leta 1816 je odšel na Dunaj in doštudiral še tretji letnik filozofije. To je bil eden od pogojev, ki jih je Čop moral izpolniti za poklic gimnazijskega profesorja. To leto je temeljito izkoristil; bil je stalni gost dunajskih knjižnic, prebral vse tisto, kar mu v Ljubljani ni bilo dostopno in se ukvarjal z estetiko. Na Dunaju se je seznanil z Jernejem Kopitarjem, ki so ga imeli tedaj za najbolj izobraženega Slovenca.
Iz Čopovih zapiskov vemo, da se je med drugim v tem času ukvarjal s staro provansalsko trubadursko literaturo, ker so ga prav stare književnosti (že zaradi poznanja latinske in grške literature, obeh jezikov se je naučil na ljubljanski gimnaziji) nadvse privlačile, seznanjal se je tudi z angleško in špansko književnostjo. Posebno ga je navdušila lepota romanskih pesniških oblik, a ne samo oblika, ampak tudi vsebina italijanskih (že ob koncu gimnazijskih let je bral Danteja), španskih in provansalskih pesniških stvaritev, ki jih je dojemal predvsem z estetskimi stališči. Tako je hotel vsako delo brati v izvirniku in poznati je moral vse jezike, v katerih je bral tako stara kot sodobna literarna dela.
Po vrnitvi z Dunaja konec poletja 1817 se je odločil za študij bogoslovja, a kot zasebnik. V tem času se je seznanil s hebrejščino, se izpopolnil v znanju grščine, poslušal Metelkova predavanja o metriki in poetiki. Ves čas je čutil, da duhovniški poklic ni zanj, zato je leta 1818 napravil potrebne izpite za gimnazijskega profesorja. 
Medtem ko je leta 1820 čakal na ugodno rešitev svoje prošnje za profesorja klasičnih jezikov, se mu je ponudila izjemna prilika učenja portugalščine in je te mesece čakanja izkoristil za učenje pri portugalskem menihu v samostanu v Škofji Loki. 
Jeseni 1820 se je Matiji uresničila želja in dobil je mesto profesorja na gimnaziji na Reki. Zaposlil se je, vendar šolanja jezikov nikoli ni opustil. Kadar se mu je ponudila priložnost za učenje novega tujega jezika, jo je nemudoma izkoristil.

## Delo
Ko je Matija Čop dobil službo profesorja na gimnaziji na Reki, je tam ostal dve leti. V tem času se je posvetil nekaterim najvidnejšim zastopnikom romantične sodobne poezije: Goetheju, Lamartinu, Mooru, zlasti še Byronu, a tudi pisateljem, kakršna sta bila Scott in Manzoni. Na Reki je spoznal angleško trgovsko družino Mossington, pri njih učil francoščino (tudi hčerko Mary, s katero se je želel poročiti, vendar mu ni uspelo).
Ker je leta 1822 Reka prišla pod ogrsko upravo, je Čop moral zapustiti službo. Dobil je dobro plačano mesto na gimnaziji v Lvovu v avstrijski Galiciji, kjer je bila tudi univerza. Pri tem mu je pomagalo znanje jezikov. Zanj je izvedel galicijski guverner, ki je tisto poletje obiskal Dalmacijo in Reko. Navezala sta stike in Čop je s svojo prošnjo uspel. Pet let je živel v Lvovu, tri leta je poučeval klasična jezika na gimnaziji, nato pa je leta 1825 postal suplent na lvovski univerzi za klasično filologijo, a s tem mestom ni bil zadovoljen. Tu je navezal tesne stike s Poljaki in se tako naučil poljščine. Zraven se je poglabljal, kakor že prej na Reki, v Danteja, Manzonija, Goetheja in v Mickiewicza. V Lvovu se je tudi učil ruščine, poleg tega se je ukvarjal s češko poezijo. Tako se je naučil tudi slovanskih jezikov, ki jih do prihoda na Reko še ni znal. V tem času se je zelo verjetno ukvarjal tudi z nekaterimi drugimi jeziki, npr. retoromanščino. 
Matija Čop je bil z znanjem 19 jezikov (tudi albanskega) najbolj izobražen Slovenec tistega časa. S temi značilnostmi je vplival na svoje prijatelje in znance, še posebej na Franceta Prešerna, ki se je pod Čopovim vodstvom usmeril v uporabo romanskih pesniških oblik in v romantično klasiko.
Ker v Lvovu ni več želel ostati in so mu spodleteli upi in prošnje za mesto profesorja estetike in poetike na univezi (pri tem je zlasti mislil Padovo), se je obrnil na Ljubljano in zaprosil za mesto gimnazijskega profesorja. Službo je dobil, toda glede na pisma, ki jih je izmenjaval s svojimi znanci, lahko sklepamo, da s svojo službo ni bil preveč zadovoljen. V tem času se je Čop ukvarjal s svojimi najljubšimi avtorji, ob njih in drugih razmišljal, kako v čim bolj estetskem okviru vpeljati vse bogastvo in lepoto antičnih in starejših romanskih pesniških oblik v sodobne evropske književnosti.
Šola je za Čopa pomenila vse večji napor, obremenitve so bili tudi postranski opravki, inštrukcije, s katerimi si je poskušal prislužiti denar za knjige (kakor je delal že na Reki). Svoje življenje si je predstavljal drugače, saj v nekem pismu pravi: »Živim le zase in za (svoje) knjige.«
Čop je bil povezan tudi s Krajnsko čbelico. V času njenega nastajanja je bil cenzor, zato je zbornik lahko delno varoval pred njegovimi nasprotniki, posebno pred Jernejem Kopitarjem. Z obširnim spisom v nemščini Slovenska abecedna vojna (Slowenischer ABC-Krieg) je leta 1833 posegel tudi v črkarsko pravdo. Zavzemal se je za visoko slovensko književnost, namenjeno izobražencem in zavračal mnenja, da je slovenščina primerna le za nižji sloj.
Pomembno je Čopovo delo bibliotekarja. Ko je leta 1828 umrl stari knjižničar licejske knjižnice Matija Kalister, je bil Čop, ki je že kot dijak na gimnaziji Kalistru pomagal pri njegovem delu, pravzaprav edini, ki je knjižnico resnično dobro poznal in jo je znal urediti. Dve leti je vzporedno opravljal obe službi: poučeval na gimnaziji in obenem vodil knjižnico. S tem delom so se mu gmotne razmere bistveno izboljšale, lažje je živel, si nabavljal nove knjige in izdatneje pomagal sorodnikom (predvsem bratu Janezu). 
Novo delo mu je zelo ustrezalo, zato je 5. februarja 1829 zaprosil za stalno namestitev v knjižnici. Pri tem ga je podprl tedanji gimnazijski prefekt Franc Hladnik. Čop je pravi bibliotekar postal šele z dekretom z 8. junija 1830 in ni več poučeval, imenovan je bil za vodjo ljubljanske licejske knjižnice. Gubernijski dekret o imenovanju je bil izdan 17. avgusta, od 22. septembra dalje je prejemal nove prejemke v višini 800 goldinarjev letno, naslednjega dne, 23.septembra 1830, pa je pri Bogu in cesarju prisegel kot novi slovenski predstojnik - bibliotekar licejske knjižnice v Ljubljani. Zavezal se je, da bo licejsko knjižnico upravljal natanko po veljavnih predpisih, da bo skrbel za postavitev, hrambo in vzdrževanje reda med knjigami, pravilno izdeloval in vzdrževal kataloge, pazil, da bo knjižna zaloga evidentirana ter dajal bralcem na razpolago knjige, ki si jih želijo. Prisegel je, da bo za knjižnico kupoval le knjige, ki jih resnično potrebuje, da ne bo favoriziral posamičnih strok in da bo vedno delal v splošno dobro ustanove. Novega dela se je lotil z veliko vnemo; že kot namestnik je spoznal, da je knjižnično gradivo neurejeno in da bo moral marsikaj postoriti. Dotok knjig je bil slab, nujni izvodi že nekaj let v ustanovo niso več prihajali, vendar so navkljub temu po sobah v pritličju na obdelavo čakali celi kupi knjig. Knjižnica je bila brez osnovnega in lokalnega kataloga, gradivo ni bilo označeno s signaturo, omare pa ne z etiketami. 
Čop je uredil neobdelani del gradiva. 20. marca 1831 je na gubernijsko zahtevo predložil načrt za temeljito reformo knjižnice in za novo postavitev knjižničnega gradiva. Gubernija mu je načrt odobrila in zlasti po tem dejanju je licejska knjižnica začela dobivati povsem novo podobo. O delu na podlagi svojega načrta je Čop konec oktobra leta 1833 ljubljanskemu guberniji natančneje poročal. V poročilu piše, da je končal z »novo sistematično postavitvijo celtonega knjižnega gradiva«, in nadalje, da je potem, ko je za glavno dvorano v novembru leta 1832 dobil nove knjižne omare, moral večji del gradiva prestaviti in preurediti, pri tem pa je »neprekinjeno« izdeloval tudi osnovni katalog vsega gradiva. V poročilu med drugim podrobno piše o tem, kako je moral stare, neobdelane knjižne fonde najprej očistiti prahu in trohnobe, ki so se »desetletja« nabirali na njih, potem pa jih postaviti na ustrezna mesta in jih primerno obdelati. Celotno gradivo je bilo v tistem času shranjeno v štirih sobah s sedemdesetimi omarami, v posameznih omarah je bilo gradivo postavljeno po abecednem redu, upoštevani so bili tudi različni formati, še posebna pozornost pa je bila namenjna slovanskim tekstom, Zoisovi knjižni zbirki ter inkunabulam. Poročilo pa se končuje z besedami: "Z novo in na splošno sistematično, v nekaj primerih pa z večinoma alfabetsko postavitvijo knjig, je postala uporaba knjižnice bistveno lažja. Sedaj bomo nadaljevali s sestavljanjem osnovnega kataloga."
Čop ni delal sam, izdatno mu je pomagal skriptor Miha Kastelic (tudi s pisanjem kataložnih listkov). Celoten knjižni fond, razdeljen po strokah, je bil v tistem času že precejšen. V letnem poročilu za leto 1834 beremo, da je tedaj znašal 21.128 zvezkov, obetalo pa se je večje naraščanje, kajti obvezni izvodi so spet redno prihajali. Ko je leta 1835 Matija Čop utonil v Savi, je z gubernijskim dekretom 8. avgusta 1835 namestnik licejske knjižnice postal Miha Kastelic. 
Matija Čop je bil knjižničar evropskega formata. Vedel je, kako je treba urediti takšno ustanovo, da bo čim bolj uporabna, in temu urejanju je skoraj sedem let posvečal vse svoje moči. Tudi doma so se mu knjige nabirale in narasle v knjižnico, ki je na koncu štela blizu 4.000 zvezkov v skoraj vseh evropskih jezikih. Matijo Čopa upravičeno štejemo za prvega slovenskega bibliotekarja in upravičeno je danes po njem imenovano najvišje priznanje na področju slovenskega bibliotekarstva: Čopova diploma.

## Poimenovano po njem
Zaradi svoje ustvarjalnosti, ki jo je Matija Čop izkazoval vse svoje življenje in prispeval Sloveniji ter slovenskemu narodu, imamo danes, njemu v spomin, poimenovanih kar nekaj znamenitosti. V Žirovnici in njeni okolici je njemu ter več slovenskim osebam iz književne sfere posvečena Pot kulturne dediščine.
- Čopova diploma,
- OŠ Matije Čopa Kranj,
- več Čopovih ulic,
- Knjižnica Matije Čopa Žirovnica.